# Raskin
Raskin je priimek več oseb:
- Arsenij Lvovič Raskin, sovjetski general
- Jef Raskin, ameriški računalničar
- Aza Raskin, ameriški računalničar